# Конопатське сільське поселення
Конопа́тське сільське поселення (рос. Конопатьское сельское поселение) — муніципальне утворення у складі Старошайговського району Мордовії, Росія. Адміністративний центр — село Конопать.

## Населення
Населення — 259 осіб (2019, 306 у 2010, 309 у 2002).

## Склад
До складу поселення входять такі населені пункти:
| Населений пункт          | Населення, осіб (2002) | Населення, осіб (2010) |
| ------------------------ | ---------------------- | ---------------------- |
| Конопать, село           | 259                    | 274                    |
| Стара Обуховка, присілок | 33                     | 28                     |
| Удобний, селище          | 17                     | 4                      |